# Бетазоїди

Радник Діана Трой
Зоряний шлях: Наступне покоління
6 сезон серія 1 «Перехрестя світів»

Бетазо́їди (англ. Betazoids) — вигадана інопланетна цивілізація гуманоїдів у всесвіті науково-фантастичної франшизи «Зоряний шлях». Цивілізація бетазоїдів мешкає на рідній планеті Бетазед.

## Фізіологія
Зовні бетазоїди не відрізняються від людей. Єдиною відмінністю є чорна райдужка очей та виключно чорне волосся. Період вагітності в бетазоїдів складає 10 місяців, вони можуть мати потомство з людьми та багатьма іншими гуманоїдами.
Бетазоїди сильні телепати, здатні відчувати на відстані емоцій співбесідника, а між собою навіть вести телепатичні розмови. Бетазоїди одразу відчувають присутність живих організмів і їхній настрій. В той же час їхні здібності не поширюються на деякі види, такі як ференгі. Гібриди від змішаних шлюбів з іншими видами зазвичай позбавлені телепатії. Бетазоїди розвивають своє вміння з раннього дитинства, і лише одиниці народжуються з таким даром. Через їхнє вміння читати думки ця цивілізація є дуже відкритою і не вміє приховувати свої емоції.

## Культура
Бетазоїди багато сторіч не мали значних війн і мають репутацію миролюбної цивілізації. Їм притаманна чесність, оскільки бетазоїди не можуть приховати думки й почуття одні від одних через телепатію. Вони входять до складу Об'єднаної Федерації Планет і завдяки своїм здібностям часто стають радниками та психологами. В кінці війни з Домініоном Бетазед був захоплений Домініоном, але невдовзі був звільнений.
У бетазоїдів існує складна система титулів, а їхні релігійні вірування імовірно політеїстичні. Відома весільна церемонія бетазоїдів, на якій усі присутні в знак добрих намірів повинні бути голими.